# Ctenella chagius
Ctenella chagius is een rifkoralensoort uit de familie van de Meandrinidae. De wetenschappelijke naam van de soort is voor het eerst geldig gepubliceerd in 1928 door Matthai.
De soort komt voor bij de Chagoseilanden, gelegen in het midden van de Indische Oceaan. Ze staat op de Rode Lijst van de IUCN geklasseerd als 'bedreigd'.